# باتريك كولر
عبده كولر (بالألمانية: Patrick Koller) هو متزحلق حر نمساوي، ولد في 16 أكتوبر 1983 في القديس يوحنا في تيرول في النمسا.

## وصلات خارجية
- باتريك كولر على موقع الاتحاد الدولي للتزلج (التزلج على المنحدرات الثلجية) (الإنجليزية)
- باتريك كولر على موقع الاتحاد الدولي للتزلج (التزلج الحر) (الإنجليزية)
- باتريك كولر على موقع أوليمبيديا (الإنجليزية)